# Tomopleura carrota
Tomopleura carrota é uma espécie de gastrópode do gênero Tomopleura, pertencente a família Borsoniidae.